# Rita Clermont

Rita Clermont auf einer Fotografie von Alexander Binder

Rita Clermont, gebürtig Maria Pauline Klara Forstner (* 4. März 1894 in Regensburg; † 3. Dezember/6. Dezember 1969 in München), war eine deutsche Schauspielerin.

## Leben
Sie erhielt 1910 Schauspielunterricht am Münchner Lustspielhaus bei Oberregisseur Willy Kissmer, dem sie 1911 zu ihrem ersten Engagement an das Stadttheater von Landshut folgte. Anschließend kam sie an das Stadttheater von Nürnberg und danach an das Bremer Stadttheater.
Ein Jahr danach erreichte sie Berlin, wo sie an der Volksbühne auftrat. Oskar Messter entdeckte sie für den Film und gab ihr 1915 die Hauptrolle in dem Lustspiel Fräulein Hochmut. Sie agierte in sehr verschiedenartigen Produktionen wie Komödien, Melodramen und auch Aufklärungsfilmen.
Nach 1924 beendete sie ihre Filmkarriere. Erst 1944 stand sie noch einmal bei drei Sendungen im Versuchsprogramm des Reichsdeutschen Fernsehens vor der Kamera.

## Filmografie
- 1915: Das Spürnäschen
- 1915: Fräulein Hochmut
- 1915: Das Geheimnis einer Nacht
- 1915: Jahreszeiten des Lebens
- 1915: Papa Schlaumeyer
- 1915: Der Eremit
- 1916: Die Rache der Toten
- 1916: So’n Rackerchen
- 1916: Die Liebesbrücke
- 1916: Das Lied des Lebens
- 1916: Das unheimliche Haus
- 1916: Freitag, der 13. Das unheimliche Haus, 2. Teil
- 1917: Der Schloßherr von Hohenstein
- 1918: Es werde Licht!, 2. Teil
- 1919: Dolores
- 1919: Nocturno der Liebe
- 1919: Die gestohlene Seele
- 1919: Die Prostitution (2 Teile)
- 1919: Die Tochter des Bajazzo
- 1919: Die Geächteten
- 1920: Gauner der Gesellschaft
- 1920: Die lebende Fackel
- 1920: Der Todesbote
- 1920: Der Shawl der Kaiserin Katherina II
- 1920: Der falsche Baronet
- 1921: Betrüger des Volkes
- 1921: Tschetschensen-Rache
- 1921: Fortunato. 2. Die Todesfahrt in den Lüften
- 1922: Tanz der Leidenschaft
- 1923: Irene d’Or
- 1924: Maud Rockfellers Wette